# GTK-hallen
GTK-hallen är en tennishall som ligger i området Gavlehov i stadsdelen Sätra i norra delen av Gävle. Intill ligger Monitor ERP Arena, Gunder Häggstadion, Gavlehovshallen, Gavlevallen samt Gävletravet.
1937 invigdes A-hallen med en bana, 44 år senare (1981) öppnades GTK-hallen med sex banor. Idag förfogar klubben över 7 st inomhusbanor samt 3 st utomhusbanor och 1 st Padelbana utomhus med el belysning. I anslutning till banorna finns även en cafeteria.
2021 renoverades tennisbanornas mattor.